# Žilina
|  | Per a altres significats, vegeu «Regió de Žilina». |

Žilina (hongarès: Zsolna, alemany: Sillein) és una ciutat al nord d'Eslovàquia, a prop de les fronteres amb la República Txeca i Polònia. Històricament ha estat un punt de comunicació i transport, emprat per tots els estats, regnes i imperis que han dominat la zona. És la cinquena ciutat més poblada del país, amb 85.000 habitants, aproximadament. És capital de la regió homònima.
La primera menció escrita de la vila data de 1208, sota un edicte de Nitra encara que com a ciutat seria el 1312. Un dels moments més L'economia de la ciutat va començar a créixer (des de la separació de txecoslovàquia) el 2008 amb l'apertura de la fabrica de cotxe de l'empresa surcoreana KIA i l'apertura d'una universitat pública. La ciutat tenia una minoria significant de població jueva (principalment al carrer entre l'estació i el mercat) però durant l'holocaust tots van er deportats, i existeix un memorial ja que va ser un nexe cap a Auschwitz (queda a pocs quilòmetres al nord).

## Administració
Ján Slota, cap del Partit Nacional Eslovac, fou batlle de la ciutat fins al 2006. En les eleccions de novembre de 2006 Ivan Harman del partit democristià SDKÚ fou escollit com a nou alcalde. Després de les eleccions de 2010 Harman fou substituït per Igor Chorma del partit socialdemòcrata Smer-SD.

## Demografia
| Godina             | 1994   | 2004   | 2014   | 2024   |
| ------------------ | ------ | ------ | ------ | ------ |
| Nombre de persones | 86.373 | 85.268 | 81.155 | 80.257 |
| Diferència         |        | −1,27% | −4,82% | −1,10% |

| Godina             | 2023   | 2024   |
| ------------------ | ------ | ------ |
| Nombre de persones | 80.634 | 80.257 |
| Diferència         |        | −0,46% |

## Esport
L'equip de futbol de la ciutat, l'MŠK Žilina, participà en l'edició 2010-11 de la Lliga de Campions.

## Persones cèlebres
- Stanislav Griga, entrenador de futbol.
- Juraj Jánošík, heroi nacional eslovac.
- Karol Križan, jugador d'hòquei sobre gel.
- Marek Mintál, jugador de futbol.
- Juraj Sagan, ciclista.
- Peter Sagan, ciclista.
- Viktor Tausk, psicoanalista.

## Galeria d'imatges

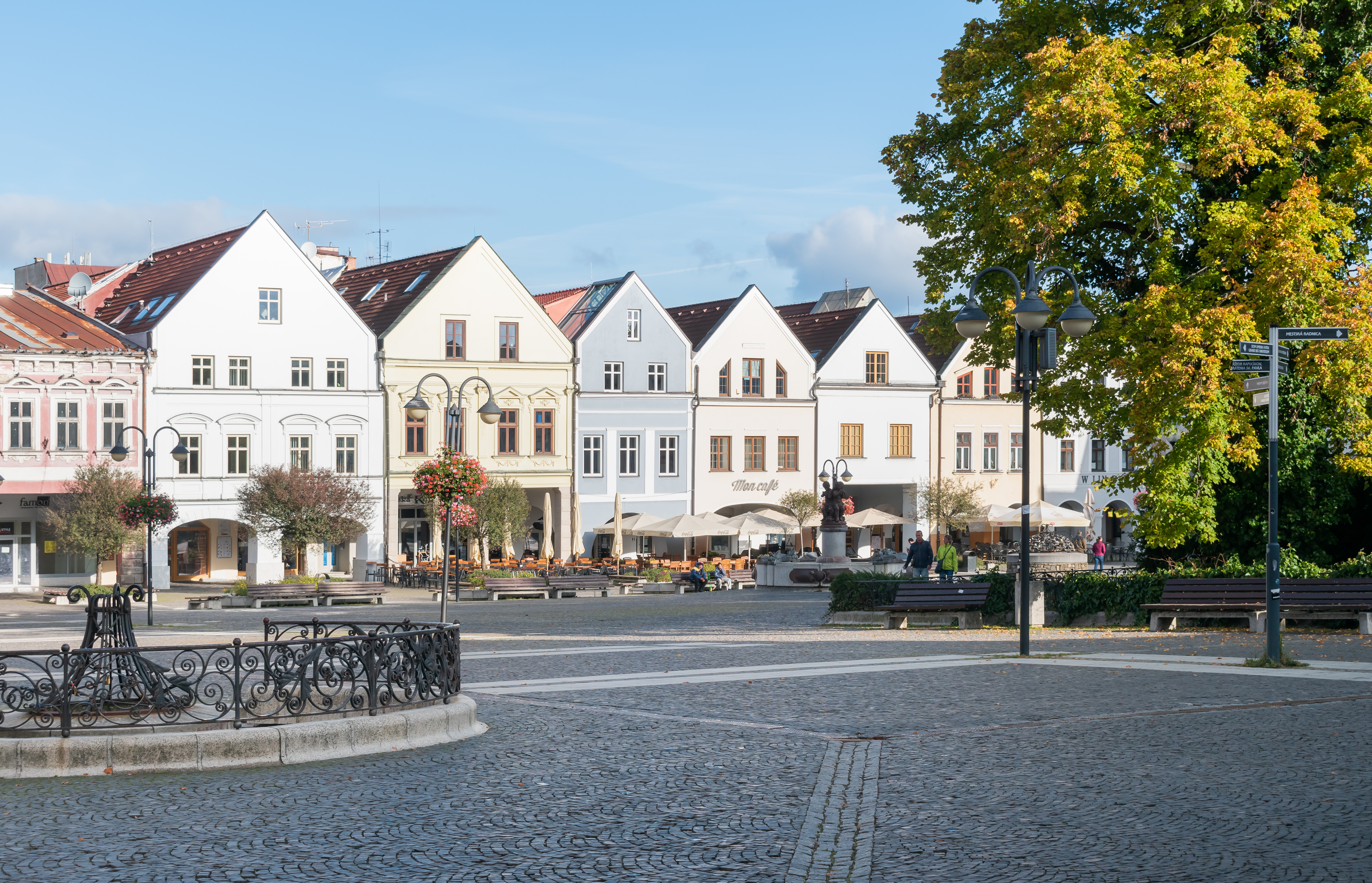
Mariánske námestie
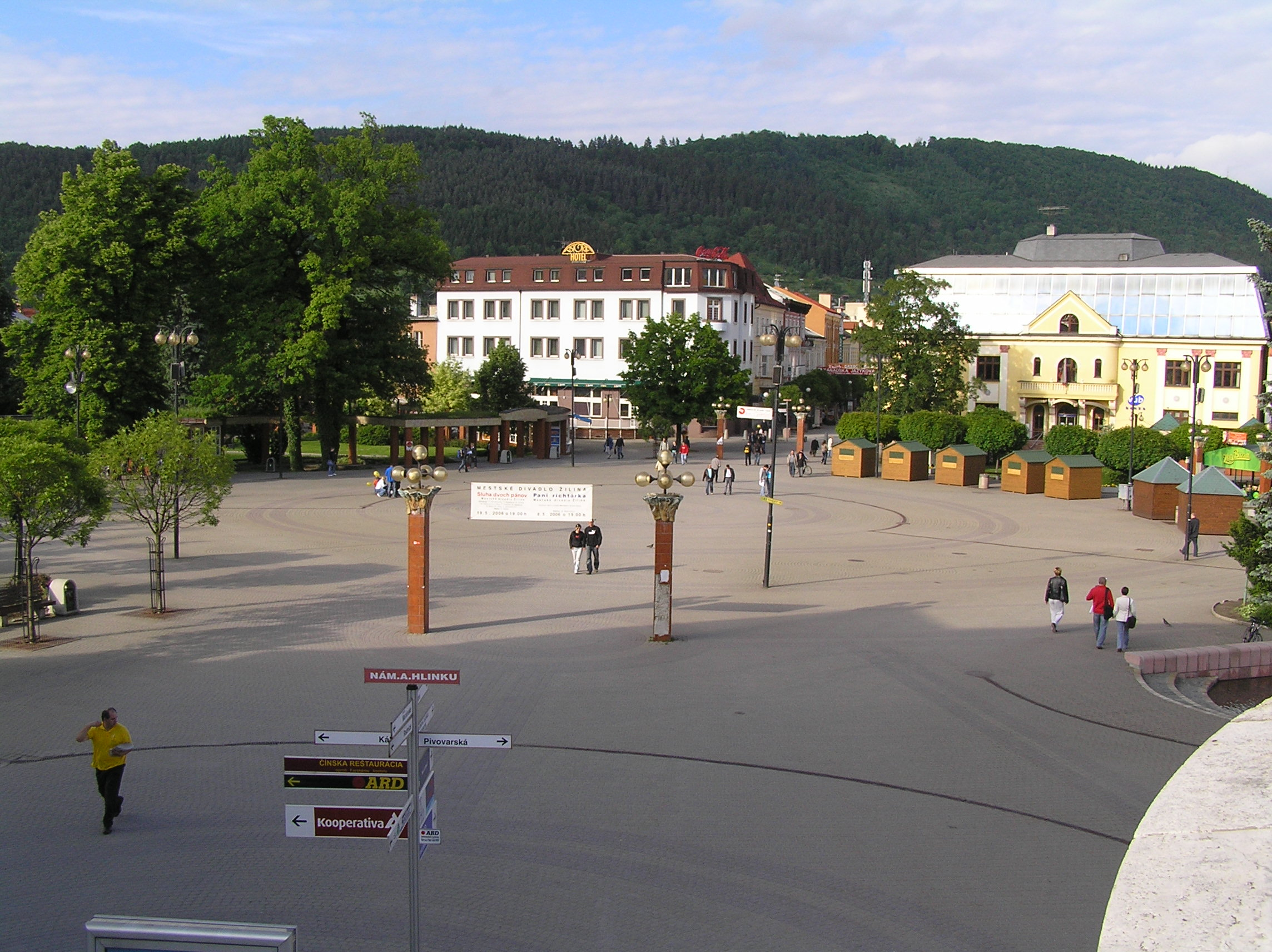
Plaça A. Hlinka
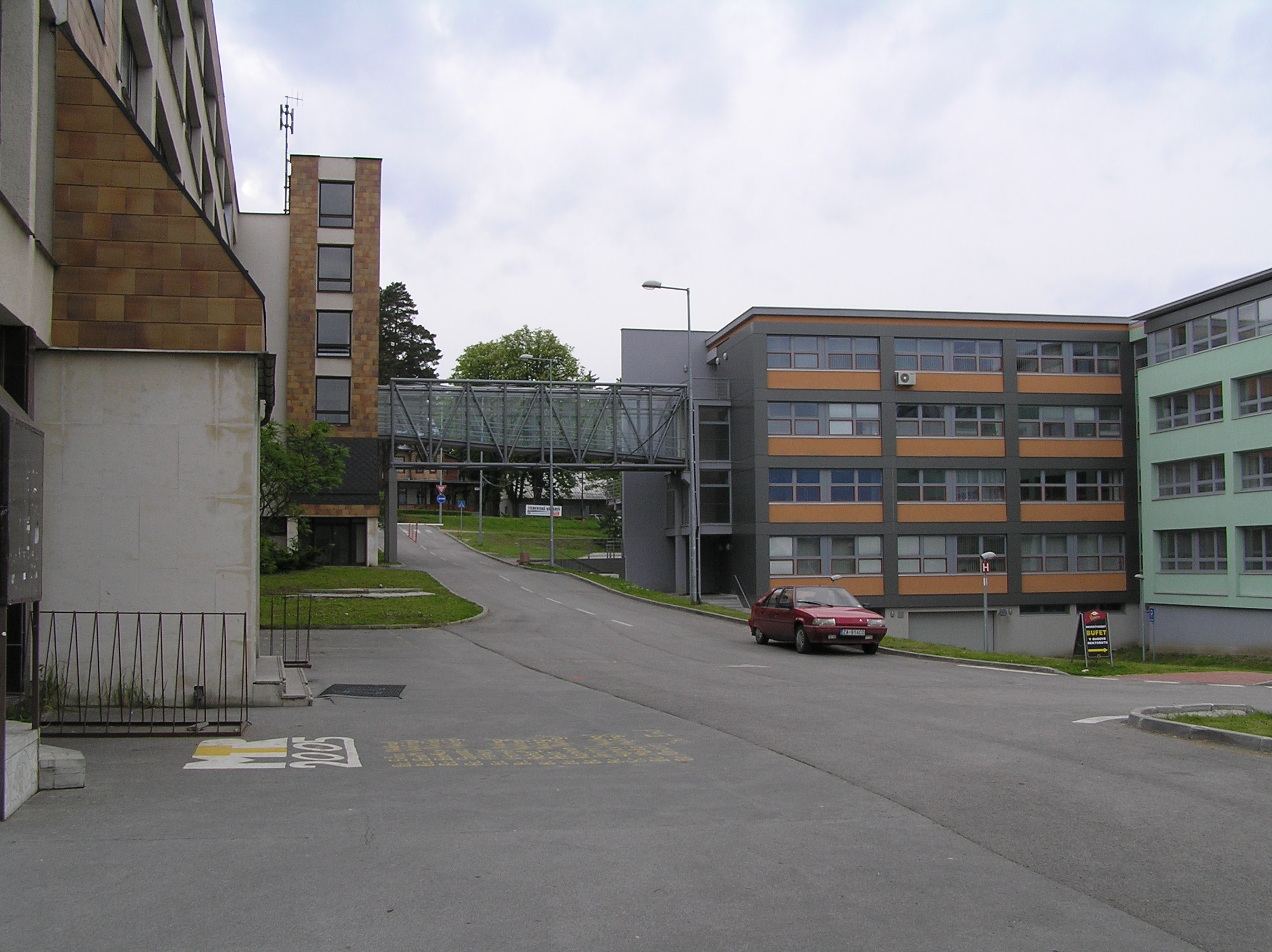
Universitat de Žilina
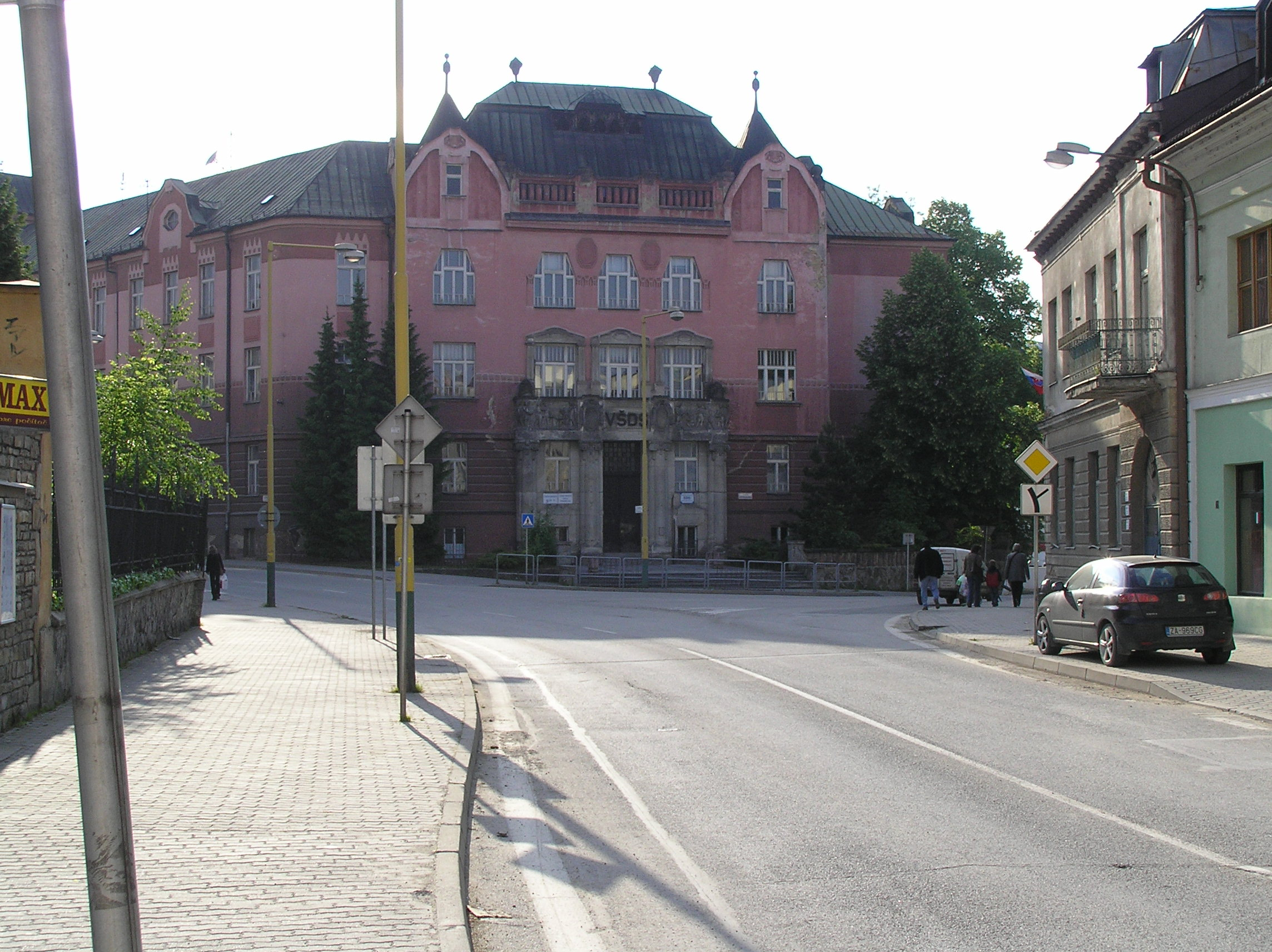
Universitat de Žilina

## Ciutats agermanades
- Blagòevgrad, Bulgària
- Bielsko-Biała, Polònia
- Czechowice-Dziedzice, Polònia
- Corby, Anglaterra
- Dniprò, Ucraïna
- Essen (Bèlgica), Bèlgica
- Frýdek-Místek, República Txeca
- Plzeň, República Txeca
- Ferrara, Itàlia
- Changchun, Xina
- Khanià, Grècia
- Kikinda, Sèrbia
- Koper, Eslovènia
- Nanterre, França
- Cotonou, Benín
- Hrodna, Belarús